# Karl-Erik Nylén
Karl Erik (Karl-Erik) Emanuel Nylén, född 24 november 1930 i Göteborgs Annedals församling i Göteborgs och Bohus län, död 10 juni 2007 i Västerhaninge-Muskö församling i Stockholms län, var en svensk militär.

## Biografi
Efter studentexamen vid Försvarets läroverk i Uppsala 1954 avlade Nylén marinofficersexamen vid Kungliga Sjökrigsskolan 1956 och utnämndes samma år till fänrik vid Karlskrona kustartilleriregemente. Han befordrades till löjtnant 1958 och var vid denna tid verksam som helikopterpilot med Göteborg som stationeringsort. Han befordrades till kapten 1964, gick Tekniska kursen på Marinlinjen vid Militärhögskolan 1965–1967 och var lärare vid Kustartilleriets skjutskola 1967–1969. Åren 1969–1970 tjänstgjorde han vid Artilleribyrån i Marinmaterielförvaltningen i Försvarets materielverk. År 1970 befordrades han till major, varefter han tjänstgjorde vid Älvsborgs kustartilleriregemente 1970–1975 och befordrades till överstelöjtnant 1972. ”Nylén deltog i början av 1970-talet i flera viktiga utredningar angående kustartilleriets framtida artilleri, bl. a. var han en drivande sekreterare i den studiegrupp inom marinen, som utarbetade underlag för anskaffning av nytt rörligt artilleri för skjutning mot fartyg.” Han var chef för Materiel- och befästningsavdelningen i Marinstaben 1975–1980 och studerade vid Försvarshögskolan 1976.
År 1980 befordrades Nylén till överste, varefter han 1980–1985 tjänstgjorde vid Försvarets materielverk: som chef för Artilleri- och robotbyrån i Vapenavdelningen i Huvudavdelningen för marinmateriel 1980–1982 och som överingenjör och chef för Pjäsbyrån i Vapenavdelningen i Huvudavdelningen för armémateriel 1982–1985. Åren 1986–1989 tjänstgjorde han vid Västkustens militärkommando med Älvsborgs kustartilleriregemente, varefter han 1990 lämnade försvarsmakten. ”Under sina sista aktiva år fick han det ansvarsfulla uppdraget att vara projektledare för amfibieförbanden under dessas uppstartningsperiod.”
Karl-Erik Nylén invaldes 1977 som ledamot av Kungliga Örlogsmannasällskapet. Han är gravsatt i minneslunden på Västerhaninge kyrkogård.